# گونی‌دره (بایبورد)
گونی‌دره (به ترکی استانبولی: Güneydere) یک منطقهٔ مسکونی در ترکیه است که در بایبورد واقع شده‌است. گونی‌دره ۱۲۶ نفر جمعیت دارد.